# Rammelfangen
Rammelfangen, en français Ramelfange, est un quartier de la commune de Vaudrevange dans la Sarre.

## Géographie
Rammelfangen se situe au nord de la commune, sur le Saargau.

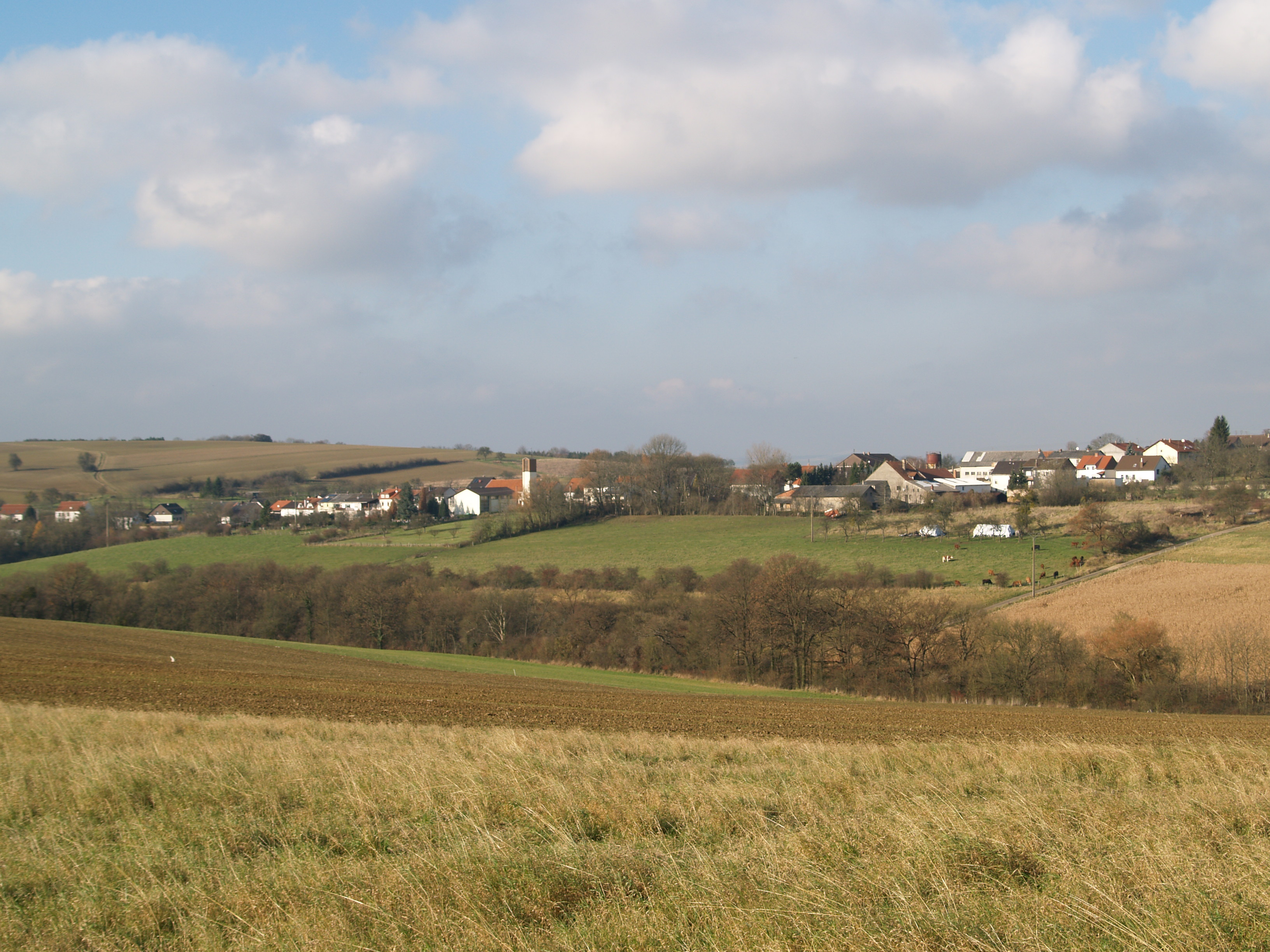

## Histoire
Rammelfangen est un ancien village de l'arrondissement de Thionville dans le canton de Relling.
La commune a appartenu au Duché de Lorraine de 1080 à 1766.
Elle se nommait anciennement Ramelvengen en 1159 (première mention de la commune) et Ramelfang puis Ramelfange au XIXe siècle.
En 1987, des tombes de l'époque mérovingienne (datant d'environ 600 après Jésus Christ) ont été trouvées dans le jardin de la famille Eufinger, à proximité de la commune. Les recherches qui ont suivi ont confirmé que ces tombes faisaient partie d'un cimetière.
De 1650 à 1718, la seigneurie et le premier château ont appartenu entre autres à la famille du Sart de Vigneulles. 
La Guerre de Trente Ans a provoqué une destruction complète de la ferme et du village, et la peste de 1637-1638 a causé de nombreux décès. Les quelques familles qui ont survécu ont sans doute pu partir. En 1663, le village était encore vide. Il s'est peu à peu repeuplé à partir de 1679, à la suite du traité de Nimègue.
En 1718, les terres étaient possédées par la famille de Koeler, parente des du Sart de Vigneulles.
Après la mort de Stanislas Leszczynski, la Lorraine et la commune sont devenues françaises. 
Puis en 1815, avec le Traité de Paris, Rammelfangen a été cédée à la Prusse,.
Autrefois commune indépendante, Rammelfangen fut rattachée à Vaudrevange le 1er janvier 1974 à la suite d'une réforme administrative.

### Histoire des manoirs
Un premier château existait, et on suppose qu'il a été bâti à l'emplacement d'une ancienne ferme franque ou romaine. 
Le baron Jean-Ferdinand de Koeler (1700-1758) a entrepris des travaux d'agrandissement et d'amélioration du bâtiment. En 1736, une chapelle a été construite, consacrée en 1738 à Sainte Christine et Saint Hubert. 
La petite-fille de Jean-Ferdinand, Barbara de Koeler (1770-1851), restée célibataire, est entrée plus tard en possession de cet héritage. 
Mais vers 1847, le premier château a été détruit par un incendie. 
Au décès de Barbara de Koeler survenu à Bar-le-Duc, les terres sont revenues à Ernst du Sartz de Vigneulles, qu'elle avait choisi pour administrateur, puis pour héritier. Ce dernier y a fait construire le manoir actuel suité Landstraße, terminé en 1857.  
En l'absence de descendance reconnue, Ernst a choisi comme successeur son neveu Nicolas (Nikolaus) du Sartz de Vigneulles.  

Nicolas et sa famille ont vécu dans ce second château jusqu'à la fin du XIXème siècle. Mais en raison de problèmes divers (graves intempéries, grêle, épidémies…), ils n'ont pu le garder et se sont retirés à Velving. 

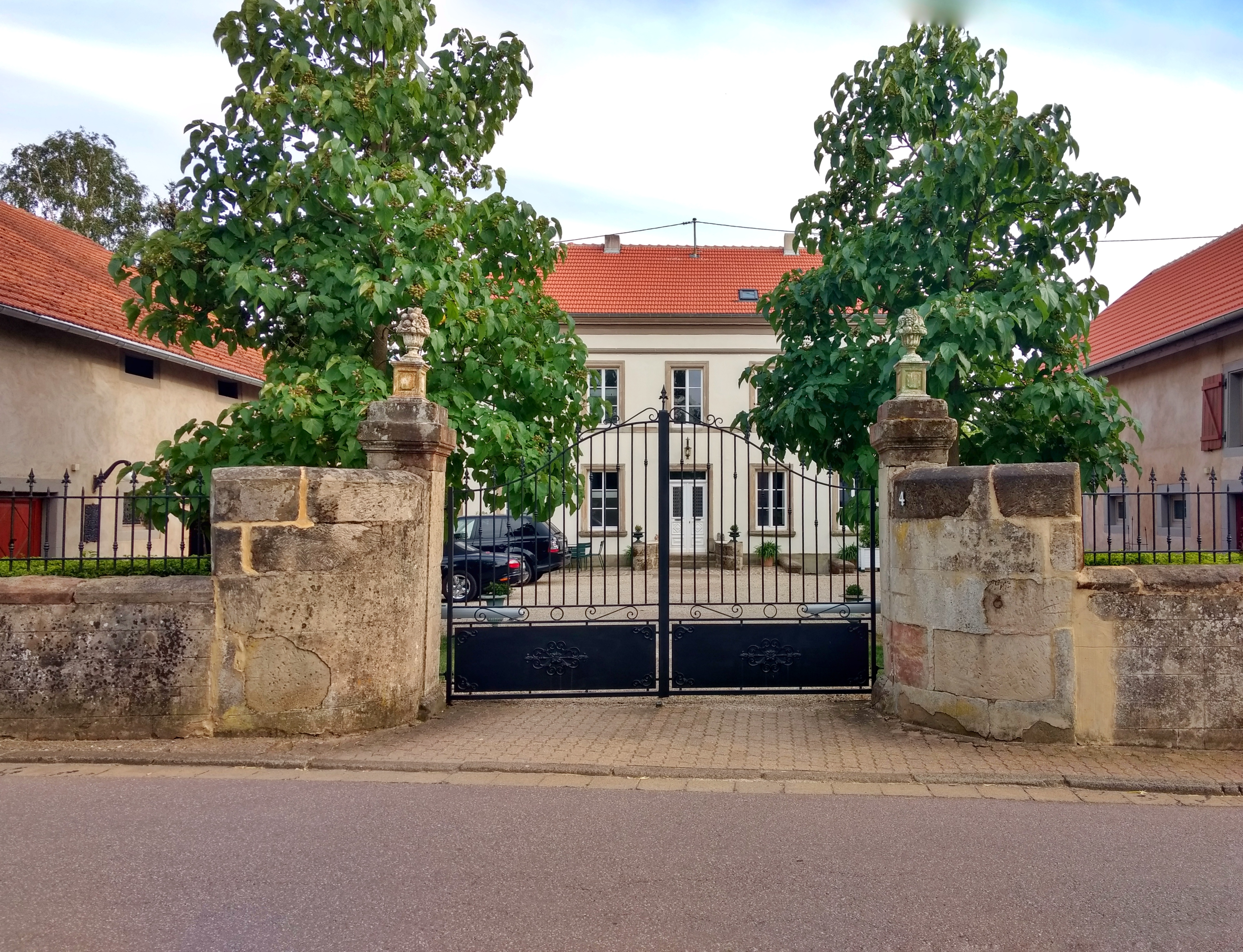
Manoir de Rammelfangen

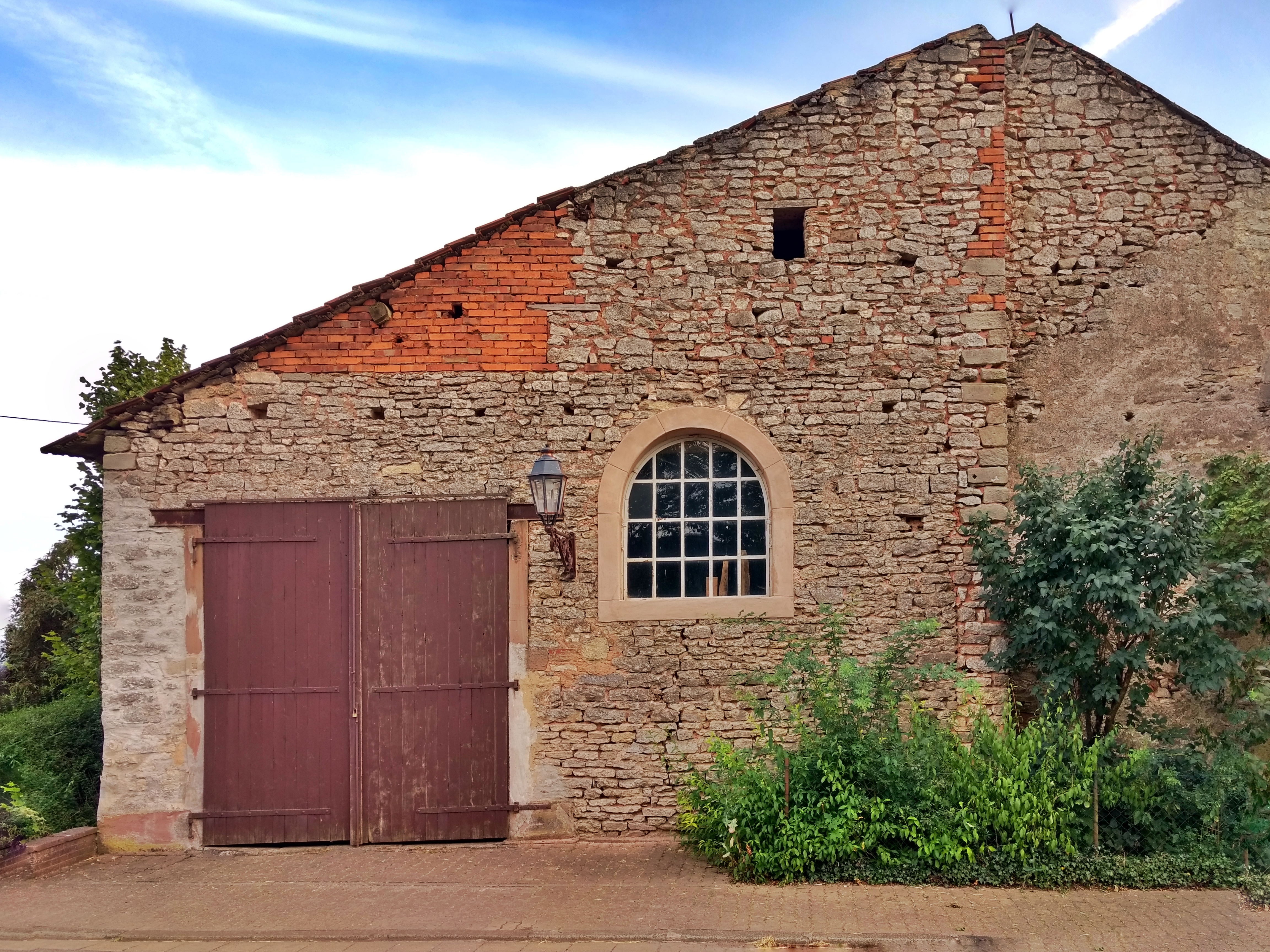
Manoir de Rammelfangen

Le manoir a connu ensuite plusieurs propriétaires.
Il a été endommagé pendant la Seconde Guerre mondiale. Il a néanmoins servi de refuge pour les habitants du village qui avaient perdu leur logement. Par la suite, le corps de logis a été restauré.
Le château appartient depuis 2014 à Wolfgang Meunier qui l'a encore restauré, embelli et y a créé un espace d'exposition, de conférences et de concerts.

## Culture locale et patrimoine

### Héraldique
Le blason de la commune représente, pour la partie du haut, les armoiries de la famille du Sartz de Vigneulles : « d'azur à cinq annelets d'argent » (ou « d'or »).
La partie du bas fait référence au blason de la famille de Koeler : « porte d’azur à 3 pals d’argent, à l’écu d’or en abîme sur le tout, chargé d’une tête de lion arrachée de gueules ».
Les deux croix de Lorraine font référence à l'appartenance de Rammelfangen à la Lorraine de 1080 à 1766.

## Personnalités liées à la commune
- Jean-Ferdinand de Koeler (1700-1758), juriste, conseiller d'Etat à la cour de Nancy, juge suprême de Merzig et du Saargau, seigneur de Benting et Mégange, a vécu à Rammelfangen où il fit construire une chapelle en 1736 avec son épouse Charlotte-Christine Navel[10].

### Articles externes
- Site officiel du château de Rammelfangen : (de) Galerie im Schloss